# イオン下大利店
イオン下大利店（イオンしもおおりてん）は福岡県大野城市下大利一丁目にあった大型商業施設（ショッピングセンター）である。旧ダイエーの店番号は0518。

## 概要
下大利駅前に存在していた。
SC建設決定以来、ユニードが既に出店を表明していた。1981年に、店の出店が決まる為に重要な大野城市の商工会の商業活動調整協議会の結審で、ユニードの売り場面積の答申を巡り会議が紛糾し、委員が辞表を提出するまでに至ってしまう。商工会は事態を重く見て委員全員を解任した。それ以降、1年9ヶ月も音沙汰が無かったが、商工会側が新たに委員を選び審議を再開したため1983年9月に建設が決まった。
1987年4月11日に開業。ユニードにとって4年振りの新店となった。専門店スペースには、協同組合ショッピングセンターピュアが入店。九州地方初のミニ映画館（ビデオシアター）が併設してあり話題を集めた。総投資額は30億円。
なお、この下大利店からユニードは「ダイエー」として出店している。これは、周辺店舗との競合を避ける為の措置であった。

### 閉店の危機、そして閉店
経営再建中のダイエーは2005年2月に全国の53の店舗を閉店することを発表、その中には下大利店、熊本店等、主力の店舗も含まれていた。その後、2005年9月29日に発表された記者会見で、再生計画で閉店予定だった下大利店はリストアップされていた11店舗と共に業績回復が見込まれると判断され閉店は免れた。
その後、ダイエーがイオングループとなったこともあり2015年9月1日にイオン九州に同店の営業権が承継され「イオン下大利店」と改称。そのわずか3年後の2018年9月14日、建物の老朽化を理由に2019年3月31日をもって閉店することが決定、32年間の営業に一度幕を下ろす形となった。

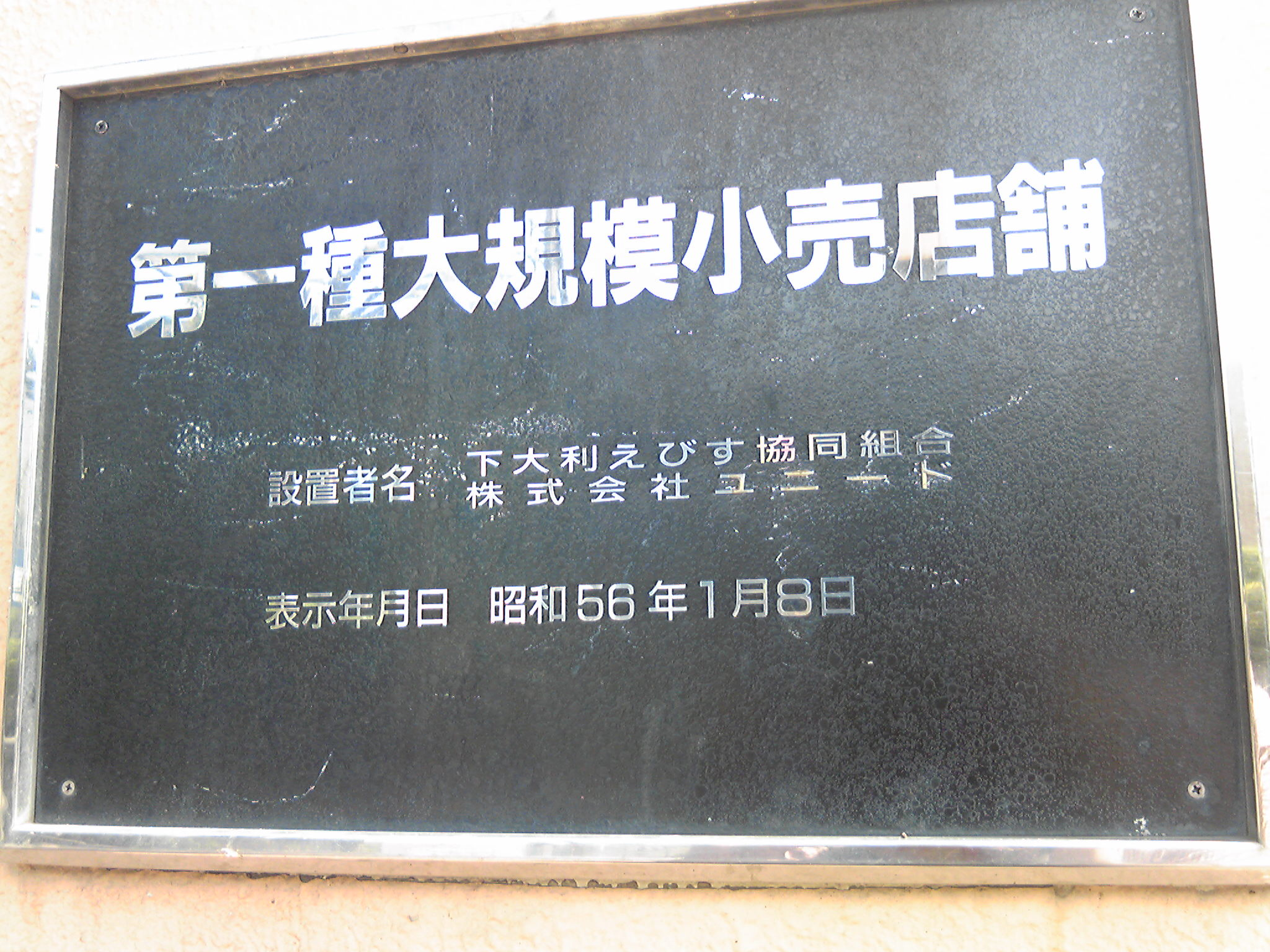
大規模小売店舗の表示板

### 跡地の再開発
閉店後、「西鉄天神大牟田線連続立体交差事業」の下大利駅高架化事業などと並行して跡地の再開発が進められ、総戸数303戸の分譲マンションと商業施設などからなる住・商複合開発「MJRザ・ガーデン下大利」（下大利1丁目）が開発される。
2022年3月10日、商業施設としてイオングループのスーパーマーケットである「マックスバリュ下大利店」がオープンした。

## かつてのフロア構成
| 階 | フロア概要                     |
| -- | ------------------------------ |
| 2F | 専門店街のフロア               |
| 1F | 食品、衣料品、生活用品のフロア |

## テナント
出店全店舗一覧は公式サイト「フロアガイド」を参照。

## アクセス
西鉄天神大牟田線 下大利駅から徒歩7分。